# Juniata County
Juniata County je okres ve státě Pensylvánie v USA. Správním městem okresu je město Mifflintown.
Okres byl vytvořen 2. března 1831 z části okresu Mifflin County a byl pojmenován po řece Juniata River.

## Sídla

### Boroughs
- Mifflin
- Mifflintown
- Port Royal
- Thompsontown

### Townships

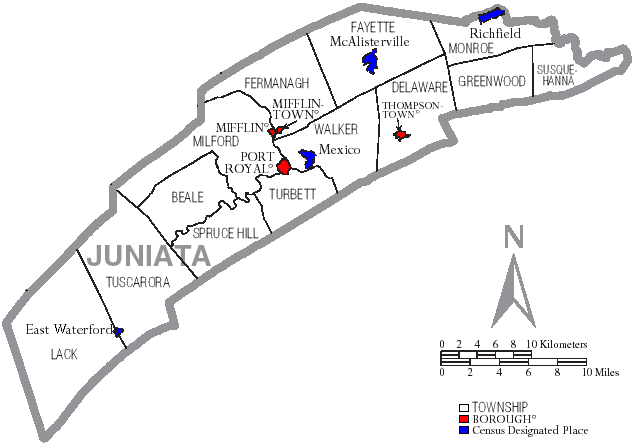
Sídla v okrese

- Beale Township
- Delaware Township
- Fayette Township
- Fermanagh Township
- Greenwood Township
- Lack Township
- Milford Township
- Monroe Township
- Spruce Hill Township
- Susquehanna Township
- Turbett Township
- Tuscarora Township
- Walker Township

### Census-designated places
- East Salem
- East Waterford
- McAlisterville
- Mexico
- Richfield

### Nezahrnuté komunity
- Arch Rock
- Bunkertown
- Tuscarora
- East Salem
- Van Dyke
- Cross Keys
- Licking Creek
- Evendale
- Nook
- Centre
- Walnut
- Oriental
- Seven Stars
- Pfoutz Valley
- Old Port
- Black Log
- Dommers Efficiency
- Honey Grove
- Van Wert
- Oakland Mills
- Reeds Gap
- Partyville
- Beale
- Mt. Pleasant
- Spruce Hill

## Sousední okresy
| Růžice kompasu | Mifflin County    | Snyder County  |                       | Růžice kompasu |
| Růžice kompasu | Huntingdon County | Sever          | Northumberland County | Růžice kompasu |
| Růžice kompasu | Huntingdon County | Juniata County | Northumberland County | Růžice kompasu |
| Růžice kompasu | Huntingdon County | Jih            | Northumberland County | Růžice kompasu |
| Růžice kompasu | Franklin County   | Perry County   | Dauphin County        | Růžice kompasu |